# Mimencyrtus stipitatus
Mimencyrtus stipitatus är en stekelart som beskrevs av De Santis 1983. Mimencyrtus stipitatus ingår i släktet Mimencyrtus och familjen puppglanssteklar. Inga underarter finns listade i Catalogue of Life.